# Джеролд (округ)
Округ Джеролд (англ. Jerauld County) располагается в штате Южная Дакота, США. Официально образован в 1883 году. По состоянию на 2010 год, численность населения составляла 2071 человек.

## География
По данным Бюро переписи США, общая площадь округа равняется 1380 км², из которых 1372 км² суша, и 7 км², или 1,2 % — это водоёмы.

## Население
По данным переписи населения 2000 года в округе проживает 2 295 жителей в составе 987 домашних хозяйств и 651 семей. Плотность населения составляет 2,00 человек на км2. На территории округа насчитывается 1 167 жилых строений, при плотности застройки около 1,00-ти строений на км2. Расовый состав населения: белые — 99,00 %, афроамериканцы — 0,57 %, коренные американцы (индейцы) — 0,13 %, азиаты — 0,31 %, гавайцы — 0,00 %, представители других рас — 0,00 %, представители двух или более рас — 0,00 %. Испаноязычные составляли 0,31 % населения независимо от расы.
В составе 24,30 % из общего числа домашних хозяйств проживают дети в возрасте до 18 лет, 56,40 % домашних хозяйств представляют собой супружеские пары, проживающие вместе, 6,30 % домашних хозяйств представляют собой одиноких женщин без супруга, 34,00 % домашних хозяйств не имеют отношения к семьям, 31,30 % домашних хозяйств состоят из одного человека, 17,70 % домашних хозяйств состоят из престарелых (65 лет и старше), проживающих в одиночестве. Средний размер домашнего хозяйства составляет 2,28 человека, и средний размер семьи 2,85 человека.
Возрастной состав округа: 21,40 % моложе 18 лет, 6,90 % от 18 до 24, 19,80 % от 25 до 44, 26,20 % от 45 до 64 и 26,20 % от 65 и старше. Средний возраст жителя округа 46 лет. На каждые 100 женщин приходится 98,40 мужчин. На каждые 100 женщин старше 18 лет приходится 96,00 мужчин.
Средний доход на домохозяйство в округе составлял 30 690 USD, на семью — 36 076 USD. Среднестатистический заработок мужчины был 24 583 USD против 17 500 USD для женщины. Доход на душу населения составлял 16 856 USD. Около 15,20 % семей и 20,60 % общего населения находились ниже черты бедности, в том числе — 30,90 % молодежи (тех, кому ещё не исполнилось 18 лет) и 8,30 % тех, кому было уже больше 65 лет.